# Teratophyllum
Teratophyllum, biljni rod iz porodice papratki Dryopteridaceae, dio potporodice Elaphoglossoideae. 
Pripadaju mu 10 vrsta iz Malezije.

## Vrste
1. Teratophyllum aculeatum (Blume) Mett. ex Kuhn
2. Teratophyllum arthropteroides (Christ) Holttum
3. Teratophyllum clemensiae Holttum
4. Teratophyllum gracile (Blume) Holttum
5. Teratophyllum hainanense S. Y. Dong & X. C. Zhang
6. Teratophyllum koordersii Holttum
7. Teratophyllum leptocarpum (Fée) Holttum
8. Teratophyllum ludens (Fée) Holttum
9. Teratophyllum luzonicum Holttum
10. Teratophyllum rotundifoliatum (R. Bonap.) Holttum